# High School Musical: Get in the Picture
High School Musical: Get in the Picture là một chương trình truyền hình thực tế dựa theo bộ phim ăn khách của Disney là High School Musical. Nick Lachey là người dẫn chương trình. Chương trình sẽ tím kiếm tài năng trên toàn đất nước Hoa Kỳ và chọn ra những người tốt nhất để rèn luyện kỹ năng của họ. Người thắng cuộc của cuộc thi là Stan Carrizosa. Tierney Chamberlain là á quân

## Top 12 thí sinh
| Tên                  | Nơi sống           | Tình trạng |  |
| -------------------- | ------------------ | ---------- |  |
| Stan Carrizosa       | Visalia, CA        | Thắng cuộc |  |
| Tierney Chamberlain  | Madison, WI        | Á quân     |  |
| Isaiah Smith         | Pittsburgh, PA     | Hạng 3     |  |
| Christina Brown      | Nanakuli, HI       | Hạng 4     |  |
| James Wolpert        | Strasburg, PA      | Chorus     |  |
| Trijean "TJ" Wilkins | Los Angeles, CA    | Chorus     |  |
| Shayna Goldstein     | Denver, CO         | Chorus     |  |
| Bailey Purvis        | Baton Rouge, LA    | Chorus     |  |
| Anthony Acito        | Quincy, MA         | Chorus     |  |
| Ether Saure          | Lincoln, NE        | Chorus     |  |
| Christie Brooke      | Ka'a'awa, HI       | Chorus     |  |
| Briana Vega          | Winter Springs, FL | Chorus     |  |

## Giải thưởng
Người thắng cuộc sẽ xuất hiện trong một video âm âm nhạc của bài Just Getting Started mà sẽ chiếu ở phần cuối của High School Musical 3, hợp đồng thu âm hai bài hát với Walt Disney Record và một thỏa thuận với ABC. Video âm nhạc của người thắng cuộc sẽ được giới thiệu trong soundtrack của High School Musical 3

## Địa điểm quay
Get in the Picture được quay tại trường trung học Murray tại Murray, tiểu bang Utah - cũng là nơi quay High School Musical, Read It And Weep và Minutemen, đây cũng là trường của á quân American Idol 7, David Archuleta. Các cảnh quay cũng được quay tại cửa hàng Kmart, Drapper, tiểu bang Utah. Vòng Finale được thu hình tại Pasadena Civic Auditorium ở Pasadena, California.

## Lượng người xem
High School Musical: Get in the Picture không được thành công như ABC mong đợi, nó chỉ thu hút 3,1 triệu người xem  dù 2 phần của High School Musical đã thu hút được tổng cộng 445 triệu người xem